# LINE:ドラえもんパーク
『LINE：ドラえもん』（LINE DORAEMON PARK）は、LINEが提供している基本プレイ無料のスマートフォン向けゲーム・アプリケーション、LINE GAMEのひとつである。2019年9月3日配信開始。

## 概要
国民的漫画『ドラえもん』を題材としたマッチ3パズルゲーム。
ドラえもんたちと冒険をしながら、世界に一つだけの自分のパークを作っていく。
配信開始日がドラえもんの誕生日である9月3日という公式の粋な計らいもあった。

## 基本ルール
ゲームはステージ制で、隣り合ったピースをスワイプで動かし3つ以上繋げて消していく。
本作でのピースは「ひみつ道具」のモチーフになっており、タイムふろしきや暗記パンなど『ドラえもん』ではおなじみの道具が登場する。
ピースを動かせる回数が決まっており、回数が0になるとゲームオーバーとなる。
ゲーム内で消せたどら焼きのピースの数により、ステージのクリアランク（☆１～☆３）が決まる

### なないろドラ
ピースを五個繋げて消すことで現れるピース。
なないろドラと他のピースをスワイプすると、フィールド内にある一緒にスワイプしたピースと同じピースが全て消える。

### しましまブロック
ピースを縦横どちらかに四個繋げて消すことで現れるピース
しましまブロックを消すとしましまの方向（一列）にピースが消える。

### キラキラブロック
ピースをT字型もしくはⅬ字型に五個繋げて消すことで現れるピース。
キラキラブロックを消すと消したきらきらピースの四方向にピースが消える。

### どら焼きピース
どら焼きピースを縦横どちらかに四個繋げて消すと、縦で消した場合横四列のピースが消え、横で消した場合縦四列のピースが消える。
その他ピースをT字型、もしくはⅬ字型に五個繋げて消すと四方向二列分のピースが消える
さらに、縦横どちらかに五個消すと、フィールド内のピースすべてが消える。